# Compagni di Merende
Compagni di Merende ist ein Jazzalbum von Otis Sandsjö und Niklas Wandt. Die wohl um 2021 entstandenen Aufnahmen erschienen am 14. Januar 2022 als EP und als Download auf dem Berliner Label Kryptox.

## Hintergrund
Auf Compagni di Merende spielt der schwedische Saxophonist Otis Sandsjö mit dem deutschen DJ, Schlagzeuger, Produzenten und Radiomoderator Niklas Wandt, der mit Joshua Gottmanns das deutsche Indie-Pop-Duo Neuzeitliche Bodenbeläge bildete. Otis Sandsjö und Niklas Wandt lernten sich in einer inzwischen aufgelösten Bar in Berlin-Neukölln kennen, in der fast jeden Abend der Woche improvisierte Konzerte stattfanden. Wandt war gerade nach Berlin gezogen, als er Sandsjö dabei erlebte, wie er in einem Trio mit Liz Kosack und Dan Peter Sundland spielte, und war sofort von der Intensität seines Spiels fasziniert. Als Improvisator verspürte Wandt „schon immer eine besonders starke Verbindung zu Saxophonisten, insbesondere Tenoristen“, wie er sagte. Also taten sich die beiden Musiker zusammen, begannen zu jammen und später aufzunehmen.

## Titelliste

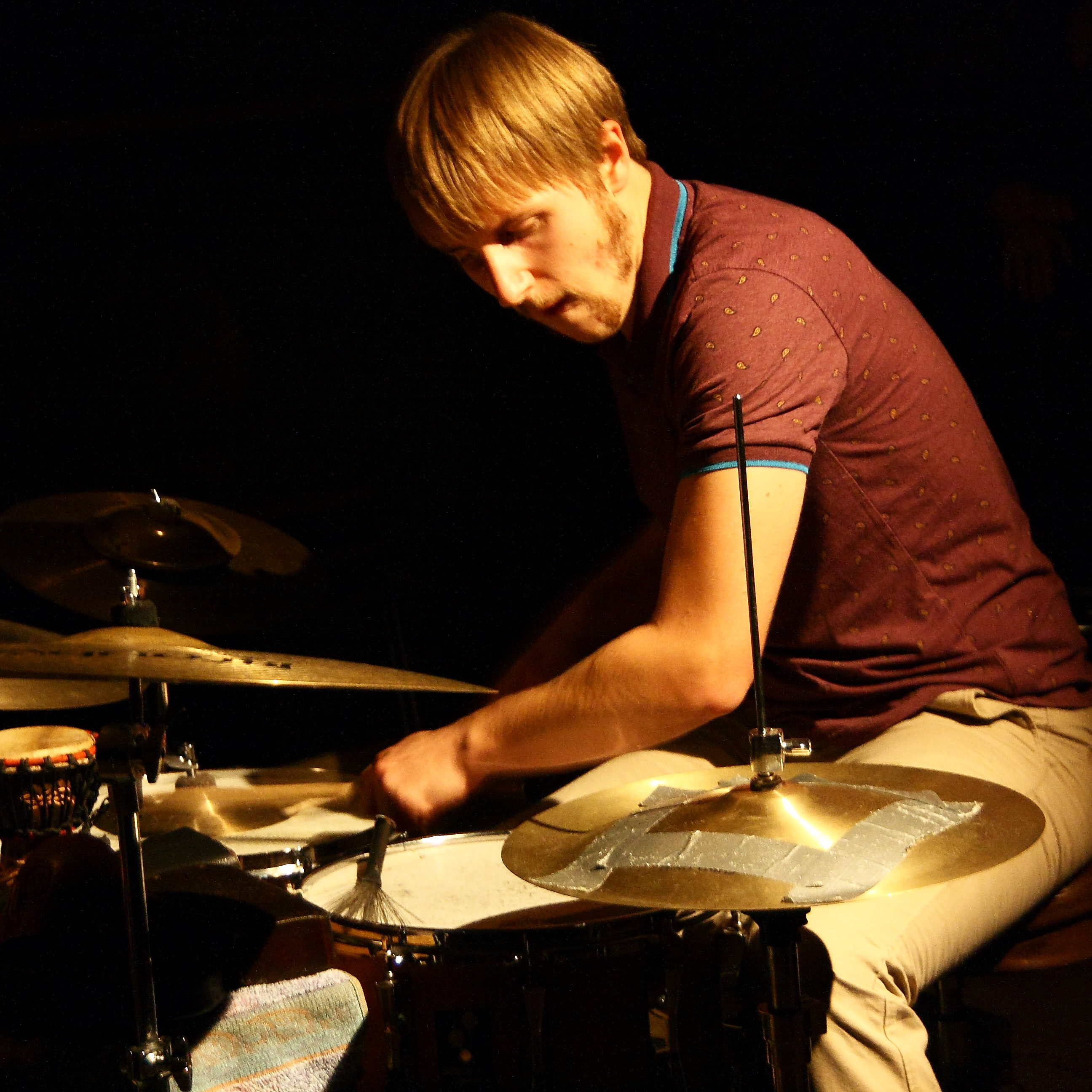
Niklas Wandt im club W71, Weikersheim 2013

- Otis Sandsjö & Niklas Wandt: Compagni di Merende

1. Per’e’muss’ 0:43
2. Inzevat’ 7:31
3. Stigghiola 4:29
4. Lingua 4:18
5. Furnacella 3:03
6. Uccellacci 3:34

Die Kompositionen stammen von Otis Sandsjö und Niklas Wandt.

## Rezeption
Der Schlagzeuger Niklas Wandt und der Saxofonist Otis Sandsjö würden sich auf Pfaden der absoluten Freiheit bewegen, schrieb Andrian Kreye in der Süddeutschen Zeitung. Dabei seien sie sich so einig, hörten sich gegenseitig so kongenial zu, dass der Dialog eine Intensität erreiche, der selbst auf Platte noch die Wirkung zeige, die der Free Jazz sonst nur live entwickle.
Improvisation sei das Zauberwort [...], hole Otis Sandsjö Luft, raube er seiner Umgebung den Atem; es klinge, als würde er seine Lunge ins Tenorsaxophon stopfen. Dass sich die sechs Stücke – das „Zerebralmassaker“ zu Beginn ausgenommen – etwas im eigenen Spiel verhaspeln, ist gar nicht so schlimm, schrieb Christoph Benkeser (hhv mag).